# Диджей Бобо
Диджей Бобо (DJ BoBo) е псевдоним на Петер Рене Бауман (на немски: Peter René Baumann) – швейцарски певец, композитор, диджей, музикален продуцент, танцьор.

## Биография
Той е популярен изпълнител на европоп и евроденс музика. Продал е над 14 млн. звуконосители и има над 10 студийни албума, като има много ремикси и над 34 световноизвестни сингли. Като изпълнител е носител на над 10 престижни музикални награди и е повече популярен в Европа, Азия и Латинска Америка, отколкото в Северна Америка, а в родната Швейцария и в Германия е сред най-известните личности.
Роден е в семейство от смесен брак – майка му е немскоговорещата швейцарка Рут Бауман, а баща – италианецът Луиджи Чиприано. Когато е двегодишен, бащата напуска майка му и той е отгледан от нея, приемайки майчината фамилия. С хита си „Somebody Dance With Me“ от 1992 г. става световноизвестен, а псевдонима си носи от 1988 г., когато заема трето място в швейцарски конкурс за диджеи.
Диджей Бобо реализира съвместен проект и с българската поп певица Ирра – двамата издават двуезичната (на английски и български) песен „Търся пътя към теб“.

## Личен живот
Диджей Бобо е женен за вокалистката от собствената му група Нанси Бауман, като това е втори брак за изпълнителя. Двамата имат две деца – Джамиро и Кайли. Семейството живее в Швейцария.

## Дискография
Албуми
- Dance with Me (1993)
- There Is a Party (1994)
- Just for You (1995)
- World in Motion (1996)
- Magic (1998)
- The Ultimate Megamix '99 (1999)
- Level 6 (1999)
- Planet Colors (2001)
- Celebration (2002)
- Visions (2003)
- Chihuahua (2003)
- Live in Concert (2003)
- Pirates of Dance (2005)
- Greatest Hits (2006)
- Vampires (2007)
- Ole, Ole The Party (2008)
- Fantasy (2010)
- Dancing Las Vegas (2011)
- Circus (2013)

Сингли
- „I Love You“ (1989)
- „Ladies in the House“ (1991)
- „Let’s Groove On“ (1991)
- „Somebody Dance with Me“ (1992)
- „Keep on Dancing“ (1993)
- „Take Control“ (1994)
- „Everybody“ (1994)
- „Let the Dream Come True“ (1994)
- „Love Is All Around“ (1995)
- „There Is a Party“ (1995)
- „Freedom“ (1995)
- „Love Is the Price“ (1996)
- „Pray“ (1996)
- „Respect Yourself“ (1996)
- „It’s My Life“ (1997)
- „Shadows of the Night“ (1997)
- „Where Is Your Love“ (1998)
- „Around the World“ (1998)
- „Celebrate“ (1998)
- „Together“ (1999)
- „Lies“ (1999)
- „What a Feeling“ (2001)
- „Hard to Say I’m Sorry“ (2001)
- „Colors of Life“ (2001)
- „Celebration“ (2002)
- „I Believe“ (2003)
- „Chihuahua“ (2003)
- „Pirates of Dance“ (2005)
- „Amazing Life“ (2005)
- „Pura Passion“ (2005)
- „Secrets of Love“ (2006)
- „Vampires Are Alive“ (2007)
- „We Gotta Hold On“ (2007)
- „Because Of You“ (2007)
- „Ole Ole“ (2008)
- „Superstar“ (2010)
- „La Vida Es“ (2012)